# Geopelia
A Geopelia a madarak osztályának galambalakúak (Columbiformes) rendjébe tartozó, valamint a galambfélék (Columbidae) családjába és a Columbinae alcsaládba tartozó nem.

## Rendszerezés
A nembe az alábbi 5 faj tartozik:
- gyémántgalambocska (Geopelia cuneata)
- zebragalambocska (Geopelia striata)
- timori zebragalambocska (Geopelia maugei)  más néven  (Geopelia maugeus)
- rozsdásnyakú földigerle (Geopelia humeralis)
- Geopelia placida